# Бяржяле
Бяржяле (лит. Berželė) — небольшая деревня в центральной Литве, в Кедайнском районе Каунасского уезда, в 3 км к юго-западу от местечка Сурвилишкис. Расположена недалеко от реки Нявежис, рядом с её притоком Круостас. К западу от Бяржяле находится небольшой Калнабержский лес. Через деревню проходит автодорога «Кедайняй—Крякянава—Паневежис», также есть гравийная дорога на Шлапабярже.

## Этимология
Название Бяржяле происходит от литовского слова beržas, которое значит «берёза». Когда-то здесь росли большие берёзовые леса, от которых происходили названия и других населённых пунктов, таких как Калнабярже, Шлапабярже, Бяржай, Пабярже.